# الملك الأشرف بن تيمورطاش
الملك أشرف بن تيمورطاش آل جوبان هو سياسي منغولي وإيراني، ولد في 1344 في تبريز في إيران، وتوفي في 1357. كان الملك أشرف شوباني قاسيا وعديم الرحمة ، وعانت تبريز خلال حكمه (744-758 هـ) من طاعون شديد وفقد مصداقيته، ذهب علماء تبريز الذين سئموا من قسوته إلى جاني بك بن أوزبك، الحاكم المغولي لسهل قبقشق، وطلبوا منه المساعدة. سارجاني بك إلى تبريز وأثناء الملاحقات ، تم القبض على الملك أشرف وقتل بإصرار من حاكم شروان.
كان أنوشيروان بن تيمورطاش آخر الألاخين المعروفين في تاريخ مغول فارس، وقد نصَّبه الأمير الجوباني ملك أشرف على العرش، فحكم في ظلِّه حتَّى قُتل ملك أشرف على يد جاني بك بن أوزبك، خان مغول القفجاق، بِتحريضٍ من سُكَّان تبريز الذين ضاقوا ذرعًا منه بسبب أعماله السيِّئة وسيرته البشعة، فزال بِمقتله مُلك الإلخان الصوري أنوشيروان، ولا يُعرف ما حلَّ به، وقد وُجدت سكَّة تحملُ اسمه حتَّى سنة 756هـ المُوافقة لِسنة 1355م، وهي السنة التي انقرضت فيها الدولة الإلخانيَّة في إيران وزالت نهائيًّا بعد أن انقضت فعليًّا بعد وفاة أبي سعيد خان.